# Ille-et-Vilaine
Ille-et-Vilaine (35) (Bretons: Il-ha-Gwilen of Il-ha-Gwilun) is een Frans departement.

## Geschiedenis
Het departement was een van de 83 departementen die werden gecreëerd tijdens de Franse Revolutie, op 4 maart 1790 door uitvoering van de wet van 22 december 1789, uitgaande van een deel van de provincie Bretagne.

## Geografie
Ille-et-Vilaine is omgeven door de departementen Manche, Mayenne, Maine-et-Loire, Loire-Atlantique, Morbihan en Côtes-d'Armor. Verder ligt het aan Het Kanaal.
Ille-et-Vilaine bestaat uit de vier arrondissementen:
- Fougères-Vitré
- Redon
- Rennes
- Saint-Malo

Ille-et-Vilaine heeft 27 kantons:
- Kantons van Ille-et-Vilaine

Ille-et-Vilaine heeft 353 gemeenten:
- Lijst van gemeenten in het departement Ille-et-Vilaine

## Demografie
Er bestaat geen speciale naam voor de inwoners van Ille-et-Vilaine.

### Demografische evolutie sinds 1962
| Naam            | Index 1962 | Index 1968 | Index 1975 | Index 1982 | Index 1990 | Index 1999 | Index 2008 | Index 2019 |
| --------------- | ---------- | ---------- | ---------- | ---------- | ---------- | ---------- | ---------- | ---------- |
| Ille-et-Vilaine | 100,0      | 106,3      | 114,3      | 122,1      | 130,0      | 141,2      | 157,5      | 175,7      |
| Frankrijk*      | 100,0      | 107,1      | 113,3      | 117,0      | 121,9      | 126,0      | 133,8      | 140,1      |

| Naam            | Inw./Km² 1962 | Inw./km² 1968 | Inw./km² 1975 | Inw./km² 1982 | Inw./km² 1990 | Inw./km² 1999 | Inw./km² 2008 | Inw./km² 2019 |
| --------------- | ------------- | ------------- | ------------- | ------------- | ------------- | ------------- | ------------- | ------------- |
| Ille-et-Vilaine | 90,7          | 96,3          | 103,6         | 110,7         | 117,9         | 128,0         | 142,8         | 159,3         |
| Frankrijk*      | 84,2          | 90,1          | 95,4          | 98,5          | 102,7         | 106,1         | 112,7         | 119,7         |

Frankrijk* = exclusief overzeese gebieden
Bron: Recensement Populaire INSEE - 1962 tot 1999 population sans doubles comptes, nadien Population Municipale
Op 1 januari 2022 had Ille-et-Vilaine 1.109.232 inwoners.

### De 10 grootste gemeenten in het departement
| Nr. | Gemeente                  | Aantal inwoners (2022) |
| --- | ------------------------- | ---------------------- |
| 1   | Rennes                    | 227.830                |
| 2   | Saint-Malo                | 47.255                 |
| 3   | Fougères                  | 20.602                 |
| 4   | Bruz                      | 19.667                 |
| 5   | Vitré                     | 18.892                 |
| 6   | Cesson-Sévigné            | 18.076                 |
| 7   | Saint-Jacques-de-la-Lande | 13.593                 |
| 8   | Betton                    | 12.775                 |
| 9   | Pacé                      | 11.815                 |
| 10  | Châteaugiron              | 10.688                 |

## Afbeeldingen

Place de la République, Rennes
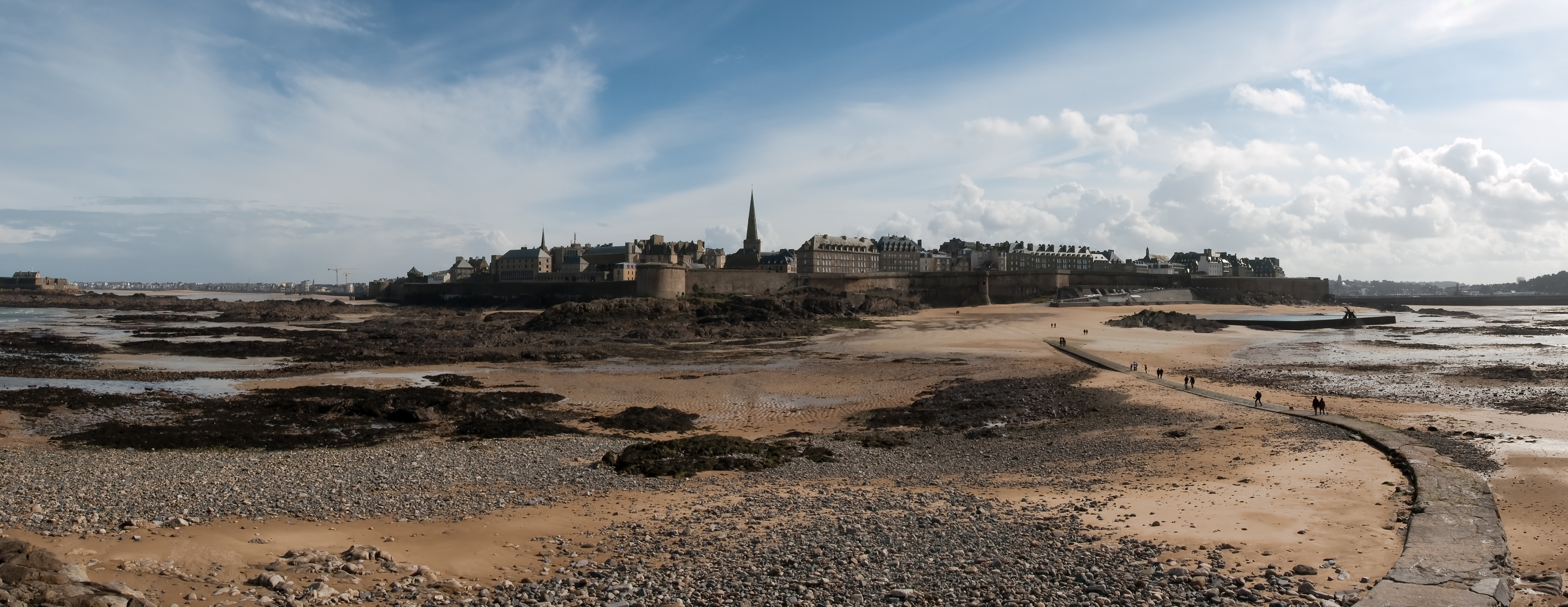
Saint-Malo
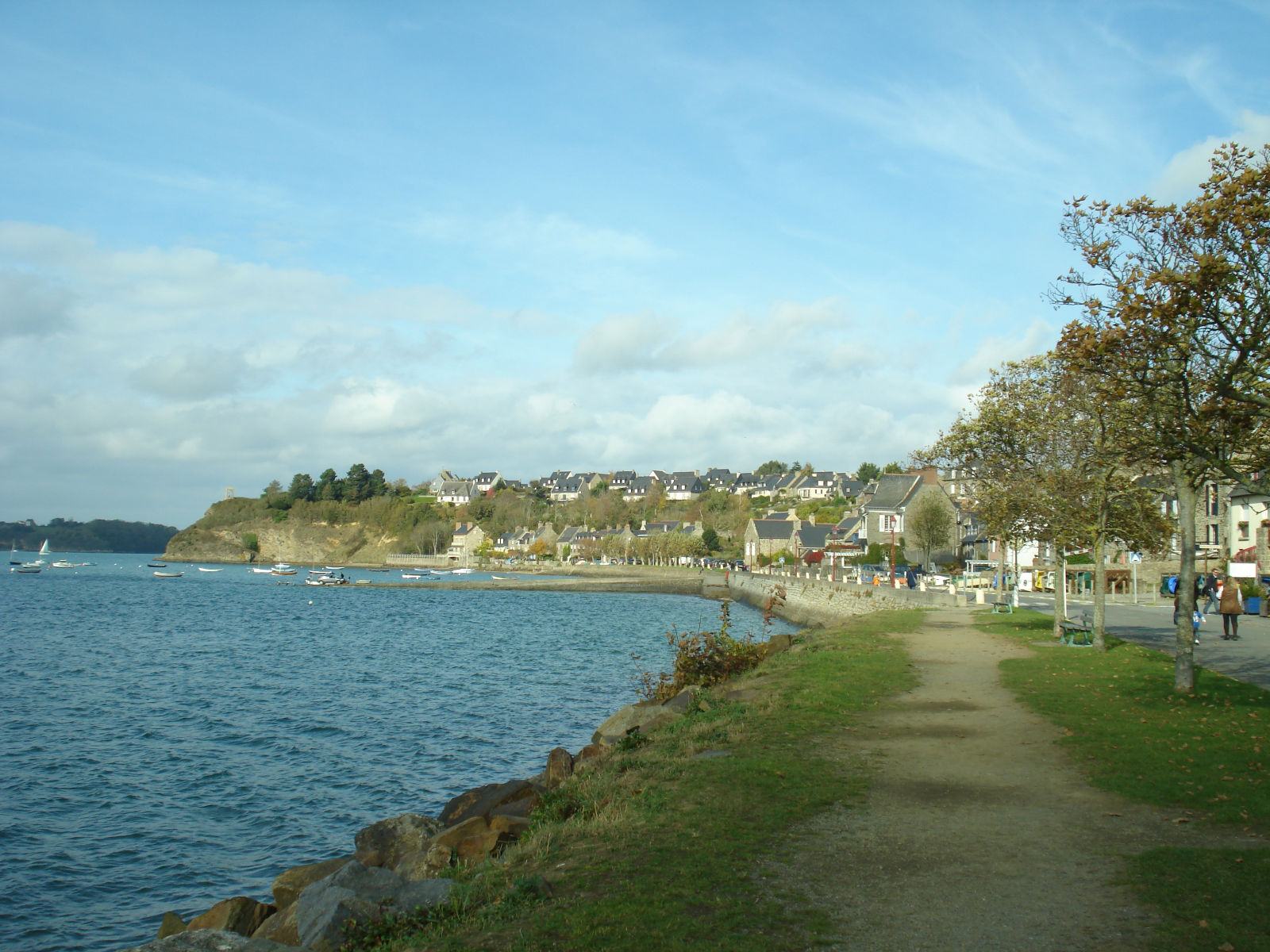
Saint-Suliac
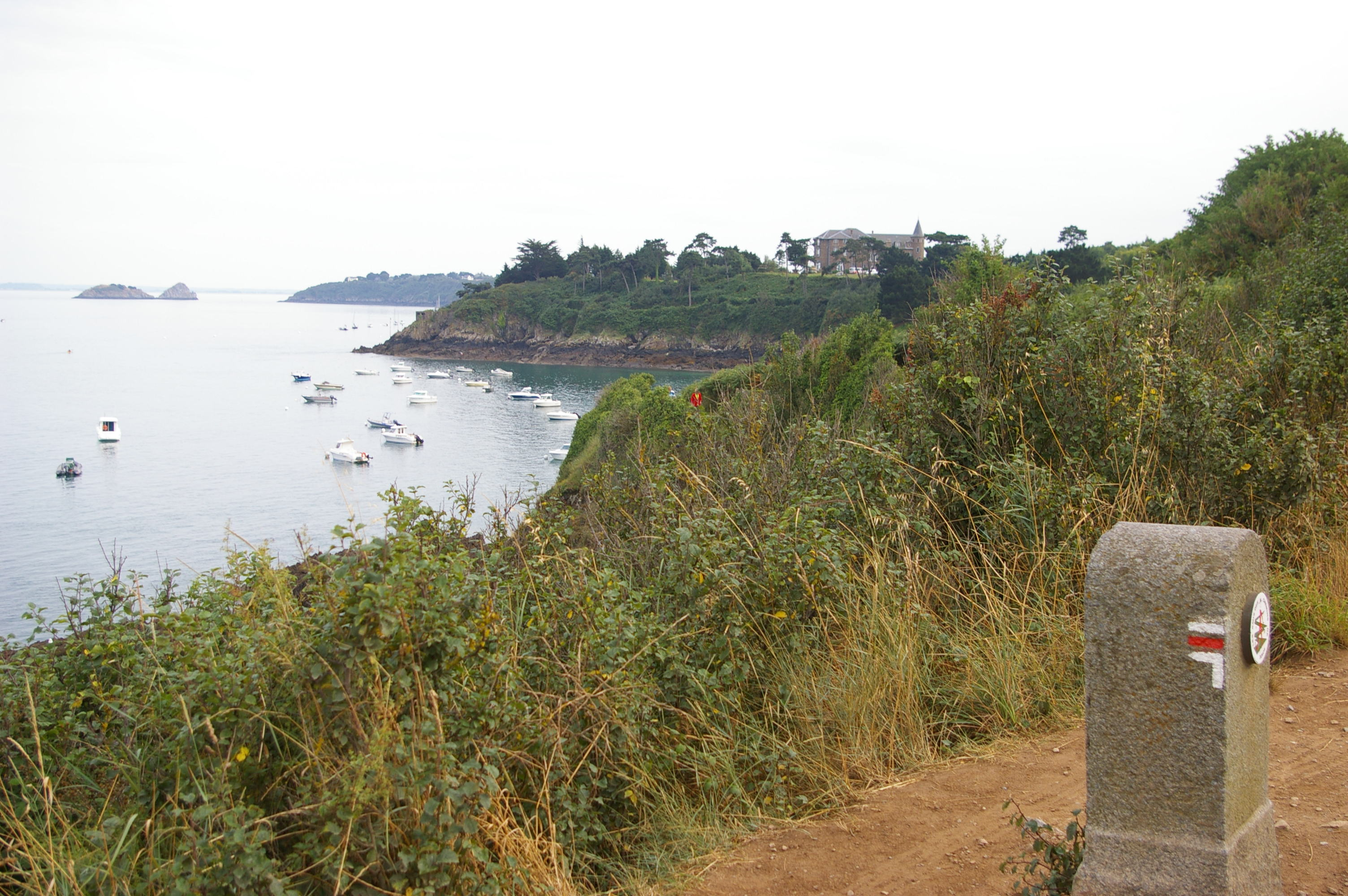
Wandelroute E9 bij Cancale
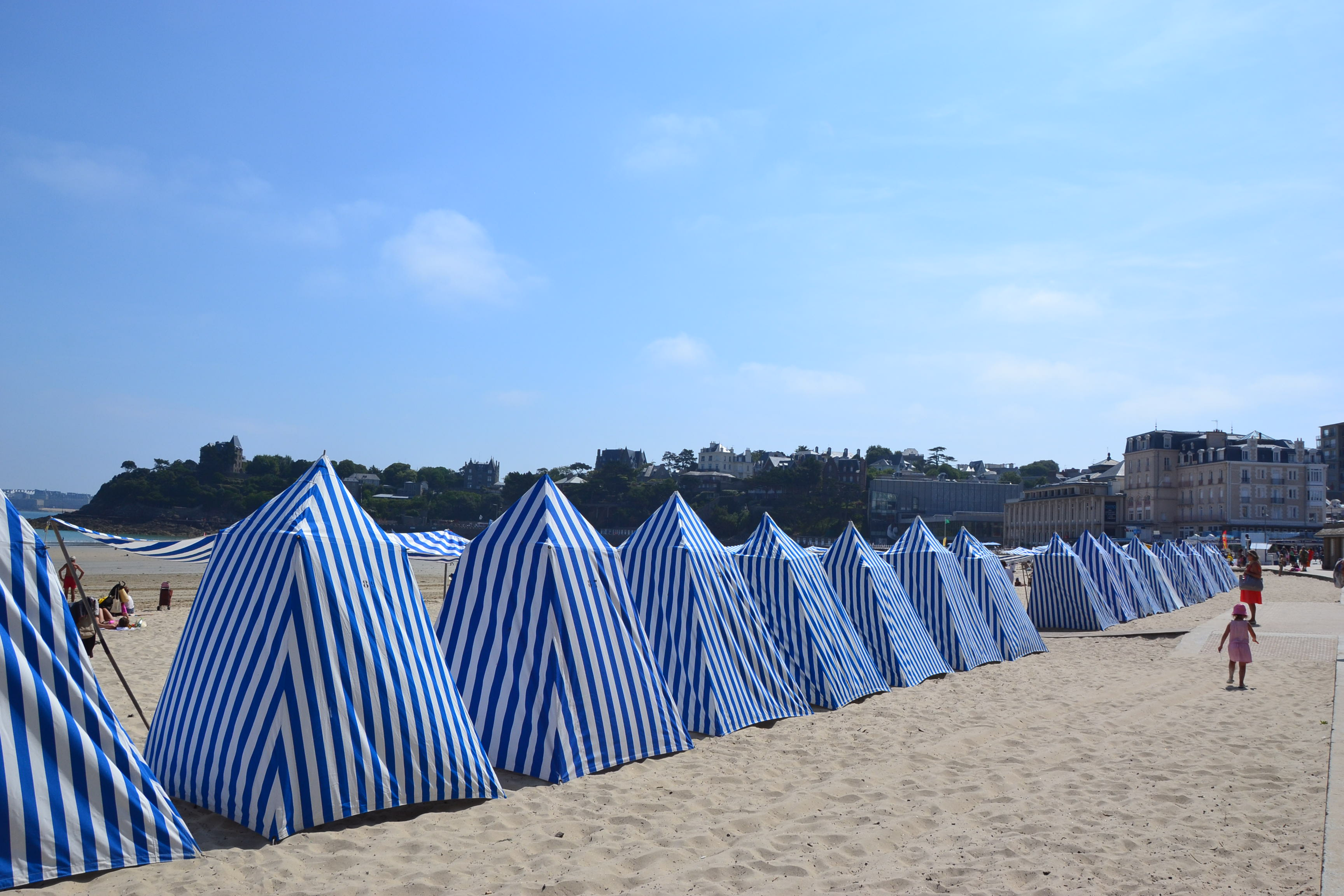
Dinard